# Tadeusz Dymowski
Tadeusz Dymowski ps. „Maciej” (ur. 25 października 1888 we wsi Kliny, zm. 13 maja 1949 w Lublinie) – polski działacz socjalistyczny i związkowy, członek PPS i Organizacji Bojowej PPS. Poseł na Sejm Ustawodawczy 1919–1922.

## Życiorys
Syn Wacława, zarządcy majątku i Józefy z domu Kasperowicz lub Kasprowicz. Po ukończeniu szkoły elementarnej, od 1903 pracował jako terminator, a następnie jako ślusarz w fabryce maszyn rolniczych W. Moritza w Lublinie.
Działalność społeczną i polityczną rozpoczął w kółkach młodzieżowych skupionych wokół Jana Hempla. Pod koniec 1904 wstąpił do Polskiej Partii Socjalistycznej, wprowadzony przez brata Stanisława. Zajmował się agitacją i kolportażem wydawnictw PPS. Po wybuchu rewolucji 1905 organizował strajki i wystąpienia chłopskie w okolicach Lublina i Janowa. W związku z tą działalnością był kilkakrotnie aresztowany, a pod koniec 1905 wydalono go z fabryki, za działalność agitacyjną.
W 1905 został członkiem Organizacji Bojowej PPS. Brał udział akcjach na sklepy monopolowe i urzędy gminne. W 1905 był również członkiem Lubelskiego Okręgowego Komitetu Robotniczego PPS.
Od listopada 1906 po rozłamie działał w PPS Frakcji Rewolucyjnej. 31 grudnia 1907, został aresztowany i uwięziony na Zamku w Lublinie. 2 kwietnia 1908 został skazany na 3 lata zesłania do guberni tomskiej. Do Polski wrócił w 1911. Początkowo mieszkał w Warszawie, lecz od 1912 rozpoczął pracę w fabryce W. Hessa (późniejsza Lubelska Fabryka Wag) i działał w PPS-Frakcji Rewolucyjnej oraz w Związku Zawodowym Metalowców.
W 1915 został ponownie aresztowany i oskarżony o zdradę państwa rosyjskiego. Na mocy wyroku Wojennego Sądu Okręgowego w Mińsku, został skazany na 1 rok i 2 miesiące twierdzy. Więziono go w Smoleńsku i na Tagance w Moskwie. Został uwolniony po rewolucji lutowej 1917. Organizował PPS wśród moskiewskiej Polonii, następnie przebywał w sanatorium na Krymie, później pracował w fabryce samolotów w Symferopolu, gdzie również współtworzył PPS.
W listopadzie 1918 powrócił do Lublina i podjął działalność w Związku Zawodowym Robotników Przemysłu Metalowego. Został członkiem OKR PPS w Lublinie. Uczestniczył w akcji rozbrajania wojsk okupacyjnych. Organizował wsparcie dla Tymczasowego Rządu Ludowego Republiki Polskiej. Był również działaczem Lubelskiej Rady Delegatów Robotniczych.
Od 1919 został członkiem Tymczasowej Komisji Centralnej Związków Zawodowych. W trakcie wyborów parlamentarnych 1919, został wybrany 26 stycznia 1919 z listy nr 3 (PPS), w okręgu wyborczym nr 22 (Lublin). Na mocy wyroku Sądu Najwyższego z 31 maja 1919 jego mandat został unieważniony. W wyborach 29 czerwca 1919 ponownie uzyskał mandat poselski. W Sejmie Ustawodawczym, jako poseł Związku Polskich Posłów Socjalistycznych, pracował w komisji opieki społecznej, oraz komisji robót publicznych. Reprezentował również ZPPS w Konwencie Seniorów. Jako jeden z 10 posłów na Sejm Ustawodawczy z województwa lubelskiego, był członkiem Wojewódzkiego Komitetu Obrony Narodowej w Lublinie w 1920 roku.
W wyborach parlamentarnych w 1922 kandydował z listy nr 2 (PPS) w ramach listy państwowej oraz w okręgu wyborczym 26 (Lublin), lecz nie uzyskał mandatu. W 1926 był jednym z założycieli i przewodniczącym komitetu okręgowego powstałej z inspiracji komunistów PPS-Lewicy. Przez krótki czas był przewodniczącym tej partii. We wrześniu 1926 był aresztowany jednak do rozprawy sądowej nie doszło. W 1927 wycofał się z działalności partyjnej.
W 1928 wstąpił do Stowarzyszenia b. Więźniów Politycznych, był członkiem zarządu koła, a następnie jego prezesem. W latach trzydziestych pracował w Lubelskiej Spółdzielni Spożywców. Według niektórych informacji kandydował w wyborach parlamentarnych 1930 z listy nr 2 (PPS dawna Frakcja Rewolucyjna), w okręgu wyborczym 26 (Lublin), lecz nie uzyskał mandatu.
Podczas okupacji niemieckiej, w 1940 aresztowany przez gestapo i krótko więziony. Od 1944 był członkiem PPR w Lublinie. Po zakończeniu okupacji został pracownikiem Zarządu Miejskiego Lublina, radnym miejskim oraz ławnikiem Sądu Specjalnego Karnego w Lublinie. Od 1947 był przewodniczącym Powiatowej Rady Narodowej w Lublinie. Zmarł w 1949.
W 1937 był odznaczony Krzyżem Niepodległości z Mieczami.